# داگ هپبورن
داگ هپبورن (انگلیسی: Doug Hepburn; ۱۶ سپتامبر ۱۹۲۶ – ۲۲ نوامبر ۲۰۰۰) وزنه‌بردار اهل کانادا بود.
وی در مسابقات کشوری و بین‌المللی در مجموع برندهٔ ۲ مدال طلا شده‌است.